# DP del Lleó
DP del Lleó (DP Leonis) és un sistema binari eclipsant a aproximadament 1304 anys llum del Sol, probablement una estrella variable cataclísmica del tipus AM Herculis també coneguda com a polar. El sistema comprèn una nana blanca eclipsant i una nana vermella en òrbita estreta (gairebé 1,5 hores) i un planeta extrasolar.

## Sistema planetari
Al 2010, Qian et al. anunciaren la detecció d'un tercer cos de massa planetària al voltant del sistema binari eclipsant. La presència d'un tercer cos ja hi havia estat sospitat al 2002. L'objecte anomenat DP del Lleó b, és més o menys 6 voltes més massiu que Júpiter i és localitzat 8.6 AU del binari.